# 和田昌士
和田 昌士（わだ まさし、1997年4月11日 - ）は、神奈川県横浜市出身のプロサッカー選手。USLリーグ1・ポートランド・ハーツ・オブ・パイン所属。ポジションはフォワード、ミッドフィールダー。
実弟はプロサッカー選手の和田昂士。

## 来歴
中学時代より横浜F・マリノスの下部組織に所属。ユース所属の2014年に横浜F・マリノスと業務提携しているマンチェスター・シティの練習に参加し、現地メディアから「ダビド・シルバ2世」と報じられた。2015年に第2種登録でトップチームに加入。2016年より遠藤渓太とともにトップチームに昇格した。
2016年3月23日、Jリーグカップ初戦の川崎フロンターレ戦にトップ下で先発し、プロデビューを果たした。10月1日、2ndステージ第14節、ヴァンフォーレ甲府戦にてリーグ戦初出場。
2017年1月7日、レノファ山口への期限付き移籍が発表された。5月13日に行われたJ2リーグ第13節の京都サンガ戦にて規定の出場時間を満たし、プロA契約を締結。5月21日、第15節のモンテディオ山形戦にてプロ初ゴールを記録。
2018年、シーズン開幕前の1月11日に横浜F・マリノスへの復帰が発表された。
2018年12月27日、ブラウブリッツ秋田への期限付き移籍が発表された。
2020年1月13日、2019年を以て横浜F・マリノス、ブラウブリッツ秋田ともに契約満了を発表。2020シーズンよりSC相模原に完全移籍。
2021年8月、いわてグルージャ盛岡に期限付き移籍。シーズン終了後、岩手へ完全移籍。
2023年12月31日、ザスパ群馬に完全移籍。2024年11月16日、契約満了に伴い2024年シーズン限りで群馬を退団する旨が発表された。
2025年3月5日、アメリカ合衆国メイン州ポートランドの新興クラブで2025年シーズンからUSLリーグ1に参戦するポートランド・ハーツ・オブ・パインに加入した。

## 所属クラブ
- 二俣川SC（横浜市立二俣川小学校）
- 2010年 - 2012年 横浜F・マリノスジュニアユース（横浜市立万騎が原中学校）
- 2013年 - 2015年 横浜F・マリノスユース（神奈川県立横浜平沼高等学校）
  - 2015年  横浜F・マリノス（2種登録選手）
- 2016年 - 2019年  横浜F・マリノス
  - 2017年  レノファ山口FC（期限付き移籍）
  - 2019年  ブラウブリッツ秋田（期限付き移籍）
- 2020年 - 2021年  SC相模原
  - 2021年8月 - 同年12月  いわてグルージャ盛岡（期限付き移籍）
- 2022年 - 2023年  いわてグルージャ盛岡
- 2024年  ザスパ群馬
- 2025年 -  ポートランド・ハーツ・オブ・パイン（英語版）

## 個人成績
| 国内大会個人成績 | 国内大会個人成績 | 国内大会個人成績 | 国内大会個人成績 | 国内大会個人成績 | 国内大会個人成績 | 国内大会個人成績 | 国内大会個人成績 | 国内大会個人成績 | 国内大会個人成績 | 国内大会個人成績 | 国内大会個人成績 |
| 年度             | クラブ           | 背番号           | リーグ           | リーグ戦         | リーグ戦         | リーグ杯         | リーグ杯         | オープン杯       | オープン杯       | 期間通算         | 期間通算         |
| 年度             | クラブ           | 背番号           | リーグ           | 出場             | 得点             | 出場             | 得点             | 出場             | 得点             | 出場             | 得点             |
| 日本             | 日本             | 日本             | 日本             | リーグ戦         | リーグ戦         | リーグ杯         | リーグ杯         | 天皇杯           | 天皇杯           | 期間通算         | 期間通算         |
| ---------------- | ---------------- | ---------------- | ---------------- | ---------------- | ---------------- | ---------------- | ---------------- | ---------------- | ---------------- | ---------------- | ---------------- |
| 2016             | 横浜FM           | 14               | J1               | 1                | 0                | 3                | 0                | 1                | 0                | 5                | 0                |
| 2017             | 山口             | 22               | J2               | 17               | 1                | -                | -                | 1                | 0                | 18               | 1                |
| 2018             | 横浜FM           | 29               | J1               | 0                | 0                | 4                | 0                | 1                | 0                | 5                | 0                |
| 2019             | 秋田             | 8                | J3               | 30               | 4                | -                | -                | 1                | 0                | 31               | 4                |
| 2020             | 相模原           | 27               | J3               | 33               | 4                | -                | -                | -                | -                | 33               | 4                |
| 2021             | 相模原           | 27               | J2               | 20               | 1                | -                | -                | 1                | 0                | 21               | 1                |
| 2021             | 岩手             | 45               | J3               | 10               | 4                | -                | -                | -                | -                | 10               | 4                |
| 2022             | 岩手             | 45               | J2               | 37               | 2                | -                | -                | 1                | 1                | 38               | 3                |
| 2023             | 岩手             | 7                | J3               | 35               | 11               | -                | -                | 1                | 0                | 36               | 11               |
| 2024             | 群馬             | 7                | J2               | 27               | 0                | 1                | 2                | 0                | 0                | 28               | 2                |
| 通算             | 日本             | 日本             | J1               | 1                | 0                | 7                | 0                | 2                | 0                | 10               | 0                |
| 通算             | 日本             | 日本             | J2               | 101              | 4                | 1                | 2                | 3                | 1                | 105              | 7                |
| 通算             | 日本             | 日本             | J3               | 108              | 23               | -                | -                | 2                | 0                | 110              | 23               |
| 総通算           | 総通算           | 総通算           | 総通算           | 210              | 27               | 8                | 2                | 7                | 1                | 225              | 30               |

※2015年は2種登録(背番号40)。公式戦の出場はなし。
- Jリーグ初出場 - 2016年10月1日 J12ndステージ第14節 ヴァンフォーレ甲府戦（中銀スタ）
- Jリーグ初得点 - 2017年5月21日 J2第15節 モンテディオ山形戦（NDスタ）

## 代表歴
- U-15日本代表（2011年）
- U-16日本代表（2012年）
- U-16日本代表（2013年）
- U-18 Jリーグ選抜
  - NEXT GENERATION MATCH（2015年）
- U-19日本代表
  - 水原JSカップ U-19国際ユースサッカー大会（2016年）[22]